# Marie-Pierre Lannelongue
Pour les articles homonymes, voir Lannelongue.
Marie-Pierre Lannelongue est une journaliste française.

## Biographie
Dès 1995, elle collabore à Elle, en tant que grand reporter, chef des infos puis rédactrice en chef adjoint du magazine mode auprès de Catherine Rousso et enfin chef des informations.
En 2009, elle rejoint Le Nouvel Observateur en tant que rédactrice en chef, chargée de la rubrique « Air du temps ».
D'octobre 2010 à janvier 2011, elle est chroniqueuse dans l'émission Le Comité de la carte, sur Paris Première.
En 2011, elle lance M le magazine du Monde et en mai de la même année, elle en est nommée rédactrice en chef. En 2021, elle est directrice adjointe de la rédaction.

## Publications
- Beauté du siècle, collectif, éd. Assouline, 2000.[réf. souhaitée]
- La mode racontée à ceux qui la portent Hachette, 2003[5]